# American Seafoods Group
Die American Seafoods Group (ASG) ist eine US-amerikanische Unternehmensgruppe der Fischwirtschaft mit Hauptsitz in Seattle. Im Kern besteht sie aus den zwei operativen Firmen American Seafoods Company und American Marine Ingredients. Die American Seafoods Company wurde 1988 in Seattle von dem norwegischen Unternehmer Kjell Inge Røkke gegründet, die American Seafoods Group entstand 1999.  Die Gruppe gehört heute zu den größten Fischkonzernen Nordamerikas und der Welt.
Das Hauptunternehmen American Seafood Company (ASC) ist vertikal integriert, es umfasst die gesamte Wertschöpfungskette vom Fang über die Verarbeitung und Distributionslogistik bis zur weltweiten Vermarktung. In den Fanggründen vor Alaska und im Nordwestpazifik operiert ASC mit den sechs Fang- und Verarbeitungsschiffen American Dynasty, American Triumph, Northern Eagle, Northern Jaeger, Ocean Rover und Katie Ann. ASC ist Marktführer beim Fang und der Verarbeitung von Pazifischem Pollack (Alaska-Seelachs) aus der östlichen Beringsee; das Unternehmen fängt von dieser Fischart etwa 45 % der gesamten Fangquote der USA. Weitere Hauptart ist der Pazifische Seehecht, bei dem ASC etwa 50 % der gesamten US-Fangquote verantwortet. Außerdem wird Pazifische Kliesche und Pazifischer Kabeljau gefischt. Verarbeitungsprodukte sind unter anderem tiefgefrorene Filetblöcke, Surimi, Rogen, Fischmehl und Fischöl. Es werden über 1000 Mitarbeiter beschäftigt (Stand 2015).
Der jüngere Zweig der Gruppe, American Marine Ingredients, entwickelt neue Produkte für Lebensmittel-, Tierfutter- und Kosmetikhersteller sowie weitere Industriebranchen.

## Trivia
Unternehmen der der American Seafoods Group bauten 2012 die Bayside Canadian Railway, um Ausnahmen im US-Bundesgesetz Jones Act kreativ für die Kostenreduzierung zu nutzen. Nach einem Gerichtsprozess importiert eine der Reedereien, die Kloosterboer International nun seit dem 19. August 2021 Importfisch aus Russland und die Bayside Canadian Railway wurde 2023 abgebaut.

## Belege
1. ↑  Corporate Officers (Memento des Originals vom 24. März 2016 im Internet Archive)  Info: Der Archivlink wurde automatisch eingesetzt und noch nicht geprüft. Bitte prüfe Original- und Archivlink gemäß Anleitung und entferne dann diesen Hinweis.
2. ↑  About Us | American Seafoods Group (Memento des Originals vom 24. März 2016 im Internet Archive)  Info: Der Archivlink wurde automatisch eingesetzt und noch nicht geprüft. Bitte prüfe Original- und Archivlink gemäß Anleitung und entferne dann diesen Hinweis., abgerufen am 17. März 2017
3. ↑  Our Vessels | American Seafoods Company (Memento des Originals vom 24. März 2016 im Internet Archive)  Info: Der Archivlink wurde automatisch eingesetzt und noch nicht geprüft. Bitte prüfe Original- und Archivlink gemäß Anleitung und entferne dann diesen Hinweis., abgerufen am 17. März 2017
4. ↑  Our Supply | American Seafoods Company (Memento des Originals vom 24. März 2016 im Internet Archive)  Info: Der Archivlink wurde automatisch eingesetzt und noch nicht geprüft. Bitte prüfe Original- und Archivlink gemäß Anleitung und entferne dann diesen Hinweis., abgerufen am 17. März 2017
5. ↑  Our Products | American Seafoods Company (Memento des Originals vom 24. März 2016 im Internet Archive)  Info: Der Archivlink wurde automatisch eingesetzt und noch nicht geprüft. Bitte prüfe Original- und Archivlink gemäß Anleitung und entferne dann diesen Hinweis., abgerufen am 17. März 2017
6. ↑  Our Company | American Marine Ingredients (Memento des Originals vom 20. März 2016 im Internet Archive)  Info: Der Archivlink wurde automatisch eingesetzt und noch nicht geprüft. Bitte prüfe Original- und Archivlink gemäß Anleitung und entferne dann diesen Hinweis., abgerufen am 17. März 2017
7. ↑  CBP: Bayside "Canadian Rail" Facility Switched to Russian Seafood. Abgerufen am 10. März 2024 (englisch).